# Ochna arenaria
Ochna arenaria är en tvåhjärtbladig växtart som beskrevs av De Wild. och Dur.. Ochna arenaria ingår i släktet Ochna och familjen Ochnaceae. Inga underarter finns listade i Catalogue of Life.